# Hartmut Schwan
Hartmut Schwan (* 4. Oktober 1951 in Fulda/Bronnzell) ist ein deutscher Jurist und war Präsident des Thüringer Oberverwaltungsgerichts sowie Honorarprofessor an der Friedrich-Schiller-Universität Jena.

## Leben
Schwan studierte Rechtswissenschaft und Volkswirtschaftslehre an der Philipps-Universität Marburg. 1979 schloss er sein Studium der Rechte mit dem ersten Staatsexamen ab, das Studium der Volkswirtschaft schloss er nicht ab. Er wurde wissenschaftlicher Mitarbeiter am Institut für Völker- und Europarecht der Philipps-Universität Marburg und erhielt ein Begabtenstipendium des Landes Hessen. 1983 folgte nach dem Referendariat das zweite juristische Staatsexamen. Während des Referendariats schloss er 1982 seine Promotion ab.
1984 begann Hartmut Schwan seine juristische Laufbahn in der ordentlichen Gerichtsbarkeit am Landgericht Kassel und dann am Amtsgericht Fritzlar. 1987 wechselte er an das Verwaltungsgericht Kassel und damit zur Verwaltungsgerichtsbarkeit.

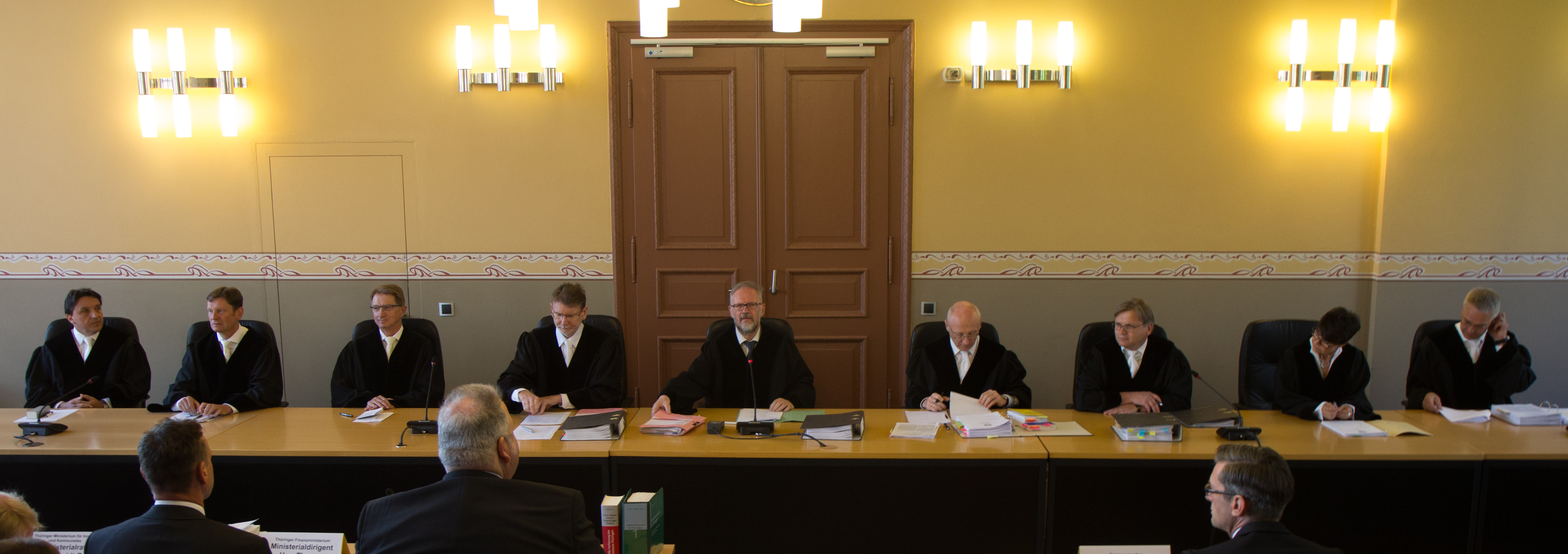
V. l. n. r. Michael Menzel, Jens Petermann, Schwan, Walter Bayer, Manfred Aschke, Manfred Baldus, Klaus-Dieter von der Weiden, Elke Heßelmann, und Christoph Ohler

Im Zuge der Wiedervereinigung wechselte Schwan am 1. September 1990 vom Verwaltungsgericht Kassel als Aufbauhelfer für die Verwaltungsgerichtsbarkeit Thüringens an das Kreisgericht Gera. Ab Dezember 1990 war er im Thüringer Justizministerium mit dem Aufbau der Thüringer Verwaltungsgerichtsbarkeit, aber auch mit Fragen der Organisation der Ordentlichen Gerichtsbarkeit sowie der Errichtung eines Justizprüfungsamts betraut.
Nach der Wiedererrichtung des Verwaltungsgerichtes Weimar 1993 wurde er zu dessen erstem Präsidenten ernannt. Am 1. April 2004 wurde er Präsident des Thüringer Oberverwaltungsgerichtes in Weimar. Dort war er bis zu seinem Eintritt in den Ruhestand Vorsitzender des für Bau-, Umwelt- und Bildungsrecht zuständigen 1. Senats. Er war seit der Installation der Verfassungsgerichtsbarkeit in Thüringen 1995 zunächst bis 2005 stellvertretendes, dann bis 2019 berufsrichterliches Mitglied des Thüringer Verfassungsgerichtshofes. Am Verfassungsgerichtshof sowie als Präsident des Thüringer Oberverwaltungsgerichts folgte ihm Klaus Hinkel im Amt.
Neben seiner richterlichen Tätigkeit nahm er ab 2004 einen Lehrauftrag an der Universität Jena wahr und wurde 2011 Honorarprofessor für Verfassungs- und Verwaltungsrecht an dieser Universität. Schwan war von 1993 bis 2006 Schriftleiter der Thüringer Verwaltungsblätter und wurde 2007 Mitherausgeber der Verwaltungsblätter. Er veröffentlichte vor allem zum Polizei- und Ordnungsrecht sowie zum Baurecht.